# 西格雷 (安大略省)
西格雷是加拿大安大略省西部格雷縣下的一個鎮。與大多數農村社區不同，西格雷擁有自己的警察部隊，即西格雷警察局。
西格雷鎮在2001年1月1日由之前的五個鎮（Bentinck,Glenelg,Normanby,Neustadt,Durham）合併建立。

## 人口數（合併前）
1996年的人口普查
- Bentinck (township): 3,597
- Durham (town): 2,641
- Glenelg (township): 2,136
- Neustadt (village): 568
- Normanby (township): 2,678

## 人口統計
2016年加拿大人口普查結果顯示該鎮有人口12,518人。